# Quebradilla
Quebradilla es uno de los distritos del cantón de Cartago, en la provincia de Cartago, de Costa Rica.

## Historia
Quebradilla fue creado el 16 de marzo de 1983 por medio de Decreto Ejecutivo 14371-G. Segregado de Guadalupe.

## Geografía
Quebradilla cuenta con un área de 19,15 km² y una altitud media de 1410 m s. n. m.

## Demografía
Para el año 2022, Quebradilla cuenta con una población estimada de 10 116 habitantes, y para el último censo efectuado, en 2011, Quebradilla contaba con una población de 5349 habitantes.

## Localidades
- Poblados: Alto Quebradilla, Azahar, Bermejo, Cañada, Copalchí, Coris, Garita (parte), Rueda, Valle Verde.

## Transporte

### Carreteras
Al distrito lo atraviesan las siguientes rutas nacionales de carretera:
- Ruta nacional 206
- Ruta nacional 228
- Ruta nacional 407